# 斑锚参
斑锚参（学名：Synapta maculata）为锚参科锚参属的动物。分布于红海、东非、马达加斯加、沙特阿拉伯、澳大利亚、印度尼西亚、菲律宾、日本、台湾岛以及中国大陆的海南岛、西沙群岛等地，常生活于珊瑚礁。该物种的模式产地在马绍尔群岛。Yuma He 斑錨蔘，無毒身上99·9%都是水份，觸手有15隻，利用觸手黏珊瑚沙及有機碎屑為食，身體可長至200公分。
其种加词“maculata”意为“有斑点的”。